# Osche-rétisáska
Az Osche-rétisáska (Chorthippus oschei) a sáskafélék családjába tartozó, Közép- és Délkelet-Európában honos sáskafaj.

## Megjelenése
Az Osche-rétisáska testhossza a hím esetében 13-15 mm, a nőstény 18-23 mm. Viszonylag kis termetű sáskafaj. Alapszíne leggyakrabban barnás, néha szürkés, zöldes vagy sárgás. A torpajzs élei kissé befelé hajolnak, a végükön némileg széttartanak. A hím potroha csak ritkán sárgás-narancsos árnyalatú. Hosszú csápjai alsó oldala világosabb, a végük fehéres és kifelé hajlik. A térd lehet világos vagy sötét színű is. Hátsó lábszára halvány vagy fehéres lehet. A keskeny szárnyak kb. a térdig érnek, a hímek esetében kissé túlnyúlnak rajta. Az első szárny sugárere S-formában hajlik. A nőstény szárnyának alsó szélén gyakran egy világos csík húzódik. 
Ciripelése halk, nem feltűnő. Éneke szabályos, félmásodperces strófákból áll, melyeket 2-4 másodperces szünetekkel 2-5 alkalommal ismétel. Mindegyik strófa egy feltűnően erős cirpeléssel kezdődik és hirtelen marad abba.

### Hasonló fajok
A csinos rétisáskától külsőre gyakorlatilag nem lehet elkülöníteni, a hím nászéneke és udvarló rituáléja eltérő. Magyarországon mindkét faj megtalálható és északon egy széles sávban hibridizálódnak is. Összetéveszthető a hátas rétisáskával és a vállas rétisáskával is. 

## Elterjedése
Európában honos, Szlovéniától és Kelet-Ausztriától a Kárpát-medencén és a Balkánon keresztül kb. a Krímig. Nyugat és észak felé a csinos rétisáska váltja fel. Két alfaja ismert: a Ch. o. oschei Görögországban, a Ch. o. pusztaensis (pusztai rétisáska) attól északra fordul elő. Magyarországon is az utóbbi alfaj él, az Alföldön gyakori, a hegy- és dombvidékeken szórványos az előfordulása.   

## Életmódja
Üde, nedves gyepek, rétek, kiszáradó mocsárrétek, szikesek és legelők lakója. A gyepszintben tartózkodik, a kopár foltokat kerüli.
Kifejlett egyedeivel július elejétől októberig találkozhatunk. A nőstény a talajba rakja petéit, melyekből áttelelés után április-májusban kelnek ki a lárvák. 
Magyarországon nem védett.